# Верхнечирское сельское поселение
Верхнечирское сельское поселение — муниципальное образование в Боковском районе Ростовской области.
Административный центр поселения — хутор Верхнечирский.

## Состав сельского поселения
| № | Населённый пункт  | Тип населённого пункта        | Население |
| - | ----------------- | ----------------------------- | --------- |
| 1 | Большенаполовский | хутор                         | ↘614      |
| 2 | Верхнечирский     | хутор, административный центр | ↘427      |
| 3 | Ейский            | хутор                         | ↘37       |
| 4 | Ильичевка         | хутор                         | ↘58       |
| 5 | Красный Октябрь   | посёлок                       | ↘8        |

## Население
| 2010  | 2012  | 2013  | 2014  | 2015  | 2016  | 2017  | 2018  | 2019  |
| ----- | ----- | ----- | ----- | ----- | ----- | ----- | ----- | ----- |
| 1144  | ↘1095 | ↘1084 | ↘1065 | ↘1031 | ↘1020 | ↗1031 | ↘1019 | ↘1005 |
| 2020  | 2021  |       |       |       |       |       |       |       |
| ↗1013 | ↗1014 |       |       |       |       |       |       |       |